# Werneck
Pour les articles homonymes, voir Werneck (homonymie).
Werneck est une commune de Bavière (Allemagne), située dans l'arrondissement de Schweinfurt, dans le district de Basse-Franconie.

## Personnalités
- Friedrich Fehr (1862-1927), peintre né à Werneck.
- Ulrich Marten (1956-) joueur de tennis né à Werneck.
- Winfried Bonengel (1960-), réalisateur né à Werneck.